# Кубок Словенії з футболу 1991—1992
Кубок Словенії з футболу 1991–1992 — 1-й розіграш кубкового футбольного турніру в Словенії після здобуття країною незалежності. Титул здобув Браник (Марибор).

## 1/8 фіналу
| Команда 1              | Рахунок      | Команда 2        |
| ---------------------- | ------------ | ---------------- |
| Любляна                |              |                  |
| Олімпія (Любляна)      | 0:0 пен. 4:1 | Слован (Любляна) |
| Марибор                |              |                  |
| Дравоград              | 1:2          | Браник (Марибор) |
| Лендава/Мурська Собота |              |                  |
| Нафта (Лендава)        | 2:0          | Бельтинці        |
| Копер                  |              |                  |
| Ядран Декані           | 0:0 пен. 4:2 | Копер            |
| Целє                   |              |                  |
| Публікум (Целє)        | 0:2          | Рудар (Веленє)   |
| Нова Гориця            |              |                  |
| Примор'є               | 1:0          | Гориця           |
| Крань                  |              |                  |
| Шкоф'я-Лока            | 1:5          | Триглав          |
| Птуй                   |              |                  |
| Алюміній               | 3:1          | Відем            |

## 1/4 фіналу
| Команда 1        | Рахунок | Команда 2         |
| ---------------- | ------- | ----------------- |
| Схід             |         |                   |
| Браник (Марибор) | 3:0     | Рудар (Веленє)    |
| Алюміній         | 1:2     | Нафта (Лендава)   |
| Захід            |         |                   |
| Примор'є         | 2:0     | Ядран Декані      |
| Триглав          | 0:1     | Олімпія (Любляна) |

## 1/2 фіналу
| Команда 1         | Рахунок | Команда 2        |
| ----------------- | ------- | ---------------- |
| Схід              |         |                  |
| Нафта (Лендава)   | 0:1     | Браник (Марибор) |
| Захід             |         |                  |
| Олімпія (Любляна) | 4:0     | Примор'є         |

## Фінал
| 24 червня 1992 |

| Олімпія (Любляна)                                       | 0:0 дч   | Браник (Марибор)                                 |
| ------------------------------------------------------- | -------- | ------------------------------------------------ |
|                                                         |          |                                                  |
|                                                         | Пенальті |                                                  |
| - Убавич - Подгайський - Милинович - Дюранович - Периця | 3:4      | - Сушич - Гайсер - Лукич - Шимунджа - Хаджялагич |

| Бежиград, Любляна Глядачів: 2 000 Арбітр: Антон Бетон |